# چارک (آمار)
در آمار توصیفی به هر یک از سه مقداری که یک مجموعه از داده‌های مرتب را به چهار بخش مساوی تقسیم می‌کند چارَک گفته می‌شود. به این‌صورت هر کدام از آن بخش‌ها یک‌چهارم از نمونه یا جمعیت را به نمایش می‌گذارد.

## تعریف چندک مرتبهp
فرض کنید متغیر تصادفی X دارای توزیع {\displaystyle F(x)} باشد. پارامتر {\displaystyle Q_{p}}را چندک مرتبه p برای {\displaystyle F(x)} یا برای X می‌نامیم، هرگاه نامساوی دو طرفه زیر را داشته باشیم
{\displaystyle P(X<Q_{p})\leq p\leq P(X\leq Q_{p})}
معنی این نامساوی دو طرفه این است که مقدار احتمال در فاصله باز {\displaystyle (-\infty ,Q_{p})} حداکثر p و در فاصله نیم باز {\displaystyle (-\infty ,Q_{p}]} حداقل p می‌باشد.
برحسب اینکه 100p یا 10p یا 4p عدد درست (بدون اعشار، integer) باشد، {\displaystyle Q_{p}} را به ترتیب صدک یا دهک یا چارک می‌نامند.
مثلا
- {\displaystyle Q_{0}.23} را صدک بیست و سوم
- {\displaystyle Q_{0}.4} را دهک چهارم می‌نامند.

البته به سه مقدار {\displaystyle Q_{0}.75}، {\displaystyle Q_{0}.50}،{\displaystyle Q_{0}.25} به ترتیب چارک اول (یا چارک پایینی)، میانه و چارک سوم (یا چارک بالایی) گفته می‌شود.
اگر {\displaystyle F(x)} پیوسته و اکیدا صعودی باشد، یعنی نمودار آن دارای خطوط افقی یا جهشی نباشد، آنگاه نامساوی بالا تبدیل به تساوی {\displaystyle F(Q_{p})=p} می‌شود و {\displaystyle Q_{p}} پاسخ یکتای معادله زیر می‌باشد:
{\displaystyle F(Q_{p})=\int _{-\infty }^{Q_{p}}f(x)\,dx=p}

## مثال ۱
داده‌ها: ۶، ۴۷، ۴۹، ۱۵، ۴۲، ۴۱، ۷، ۳۹، ۴۳، ۴۰، ۳۶

داده‌های مرتب شده (آماره ترتیبی): ۶، ۷، ۱۵، ۳۶، ۳۹، ۴۰، ۴۱، ۴۲، ۴۳، ۴۷، ۴۹
{\displaystyle {\begin{cases}Q_{1}=15\\Q_{2}=40\\Q_{3}=43\end{cases}}}

## مثال ۲
برای چگالی زیر چارک اول را محاسبه می‌کنیم:
{\displaystyle f(x)={\begin{cases}2x&0<x<1\\0&others\\\end{cases}}}
می‌دانیم که برای چارک اول {\displaystyle Q_{1}} داریم:
{\displaystyle F(Q_{1})=\int _{0}^{Q_{1}}2x\,dx=x^{2}|_{0}^{Q_{1}}=Q_{1}^{2}={\frac {1}{4}}}
بنابراین {\displaystyle Q_{1}={\frac {1}{2}}}